# As Long as You Love Me
As Long as You Love Me is een nummer van de Amerikaanse boyband Backstreet Boys uit 1997. Het is de tweede single van hun tweede studioalbum Backstreet's Back.
Vanwege een ziekte tijdens de opname is groepslid A.J. McLean niet te horen op As Long as You Love Me. Hij mocht het nummer pas 'zingen' bij de opnames van de videoclip. Het nummer werd een grote hit en groeide uit tot een van de bekendste nummers van de Backstreet Boys. Het haalde de Amerikaanse Billboard Hot 100 niet, maar werd wel een radiohit in de VS en haalde daarom de 4e positie in de airplaylijst van Billboard. In de Nederlandse Top 40 haalde het eveneens de 4e positie, en in de Vlaamse Ultratop 50 kwam het een plekje hoger.
De Nederlandse band The Kik speelde in 2017 een Nederlandse versie van het nummer bij Giel Beelen op NPO 3FM, getiteld Als jij maar van mij houdt. Beelen was zo enthousiast dat hij de band vroeg om het als single uit te brengen.

## NPO Radio 2 Top 2000
| Nummer met noteringen in de NPO Radio 2 Top 2000 | '99 | '00 | '01  | '02  | '03  | '04  | '05  | '06  | '07  | '08  | '09  | '10  | '11  | '12 | '13  | '14  | '15  | '16  |
| ------------------------------------------------ | --- | --- | ---- | ---- | ---- | ---- | ---- | ---- | ---- | ---- | ---- | ---- | ---- | --- | ---- | ---- | ---- | ---- |
| As Long as You Love Me                           | 404 | -   | 1213 | 1333 | 1542 | 1129 | 1039 | 1616 | 1307 | 1340 | 1425 | 1126 | 1881 | -   | 1885 | 1996 | 1729 | 1836 |

1. ↑  Een '-' betekent dat het nummer niet was genoteerd en een vetgedrukt getal geeft de hoogste notering aan.
2. ↑  Deze tabel is bijgewerkt tot en met de laatste editie (2024).